# Истинските жени си имат всичко
„Истинските жени си имат всичко“ (на английски: Real Women Have Curves) е американски филм от 2002 г. с участието на Америка Ферара, Лупе Онтиверос, Ингрид Олиу, Джордж Лопес и Брайън Сайтис.
Времетраенето на филма е 90 минути.